# Cisoide de Diocles

Cisoide de Diocles. En cada punto M, se cumple que OM = M_{1}M_{2}

La cisoide de Diocles es una curva plana que da nombre a la familia de las cisoides. Es generada por el vector posición de una recta paralela al eje OY (Curva 1), que pasa por el punto (2a,0), al que se le resta el radio vector de una circunferencia de radio a y centro en (a,0) (Curva 2).
Su ecuación, en coordenadas polares es:
{\displaystyle \rho =\rho _{1}-\rho _{2}={\frac {2a}{\cos \omega }}-2a\,\cos \omega =2a{\frac {\mathrm {sen} ^{2}\omega }{\cos \omega }}}
Y en coordenadas cartesianas:
{\displaystyle y^{2}={\frac {x^{3}}{2a-x}}}
Fue empleada por el matemático griego Diocles en el esfuerzo de dar solución al problema clásico de la duplicación del cubo (también conocido como problema de Delos o problema deliano) en el siglo II a. C.

## Generalidades

Animación del trazado de la Cisoide de Diocles

La cisoide de Diocles es una curva cúbica plana notable por la propiedad de que puede usarse para construir dos medias proporcionales según una razón dada. En particular, se puede utilizar para duplicar el volumen de un cubo. Puede definirse como la cisoide de una circunferencia y de una línea recta tangente con respecto al punto de la circunferencia opuesto al punto de tangencia. De hecho, la familia de curvas de las cisoides recibe su nombre de esta curva, y algunos autores se refieren a ella simplemente como "la" cisoide.
Posee una única cúspide en el polo y es simétrica con respecto al diámetro de la circunferencia, diámetro que a su vez es la tangente en la cúspide. La recta que define la cisoide es su asíntota. Es un miembro de la familia de las curvas de relacionadas con la concoide de De Sluze, y por su forma se asemeja a una tractriz.
La palabra "cisoide" proviene del griego antiguo "κισσοειδής" (kissoeidēs), "con forma de hoja de hiedra"; a partir de "κισσός" kissos "hiedra" y "-οειδής-" (oeidēs), "que se asemeja a". La curva lleva el nombre de Diocles, quien la estudió en el siglo II a. C.

## Propiedades
- La curva tiene un eje de simetría, el eje OX. Tiene un punto de retroceso, el origen de coordenadas.
- Considerando como una relación el valor de x recorre el intervalo [0,2a>; el valor recorre el intervalo abierto < -∞, +∞>
- Su asíntota es la recta x=2a.
- El área entre la curva y la asíntota es[4] A=3πa2
- Si se considera la asíntota x=4, el volumen del sólido generado por rotación de la cisoide teniendo como eje tal asíntota, es V=16π2
- La curva podal de la cisoide, cuando el punto de proyección está situado en el eje más allá de la asíntota, a una distancia de la cúspide cuatro veces mayor que la de la asíntota, es una cardioide.
- Si la cúspide de la cisoide se toma como centro de inversión, la cisoide se invierte en una parábola.
- La cáustica de la cisoide cuando el punto radiante se toma como (8a, 0) es una cardioide.
- Si los puntos P y Q están sobre la cisoide de modo que PQ subtiende un ángulo recto en O, entonces el lugar geométrico de intersección de las tangentes en P y Q se encuentra en la circunferencia con diámetro (a/2,0), (2a,0).[2]

## Historia
El origen de la cisoide de Diocles está ligado a la resolución del famoso problema de Delos, que consiste en determinar la longitud de la arista de un cubo que duplique el volumen de un cubo dado. El nombre de la curva aparece citado por primera vez en el trabajo de Gémino de Rodas, y su atribución al matemático griego Diocles (240-180 a. C.) figura en los comentarios de una de las obras de Arquímedes, Sobre la esfera y el cilindro.
Casi veinte siglos después, los matemáticos franceses Gilles de Roberval (1602-1675) y Pierre de Fermat (1601-1665) determinaron la ecuación de sus tangentes, y Christiaan Huygens (1629-1695) y John Wallis (1616-1703) calcularon en 1658 el valor del área comprendida entre la curva y su asíntota ({\displaystyle 3\pi a^{2}}). El propio Isaac Newton (1642-1727) ideó un método para dibujar la curva mediante dos segmentos de igual longitud.

## Construcción y ecuaciones
Sea la circunferencia C de radio a. Por traslación y rotación, se puede tomar O como el origen de coordenadas y el centro de la circunferencia como (a, 0). Entonces, el punto A pasa a tener las coordenadas (2a, 0). Con estas condiciones, las ecuaciones polares de LyC son:
{\displaystyle r=2a\sec \theta }
{\displaystyle r=2a\cos \theta }.
Por construcción, la distancia desde el origen hasta un punto en la cisoide es igual a la diferencia entre las distancias entre el origen y los puntos correspondientes en LyC. En otras palabras, la ecuación polar de la cisoide es
{\displaystyle r=2a\sec \theta -2a\cos \theta =2a(\sec \theta -\cos \theta )}.
Aplicando algunas identidades trigonométricas, esto es equivalente a
{\displaystyle r=2a\operatorname {sen} ^{2}\!\theta /\cos \theta =2a\operatorname {sen} \theta \tan \theta }.
Sea {\displaystyle t=\tan \theta } en la ecuación anterior. Entonces
{\displaystyle x=r\cos \theta =2a\operatorname {sen} ^{2}\!\theta ={\frac {2a\tan ^{2}\!\theta }{\sec ^{2}\!\theta }}={\frac {2at^{2}}{1+t^{2}}}}
{\displaystyle y=tx={\frac {2at^{3}}{1+t^{2}}}}
son las ecuaciones paramétricas de la cisoide.
La conversión de la forma polar a coordenadas cartesianas produce
{\displaystyle (x^{2}+y^{2})x=2ay^{2}}

### Construcción por doble proyección

Mecanismo para generar la cisoide

La siguiente construcción mediante regla y compás permite determinar los puntos de una cisoide. Dada una línea recta L y un punto O que no esté en L, se debe construir la línea L' a través de O y paralela a L. Elegir un punto variable P en L, y determinar Q, la proyección ortogonal de P en L', y luego R, la proyección ortogonal de Q en OP. Entonces la cisoide es el lugar geométrico de los puntos R.
Para comprobar esto, siendo O el origen y L la línea recta de ecuación x=2a (como antes). Sea P el punto (2a, 2at); entonces Q es (0, 2at) y la ecuación de la línea recta OP es y=tx. La recta que pasa por Q perpendicular a OP es
{\displaystyle t(y-2at)+x=0}.
Para encontrar el punto de intersección R, introducir y=tx en esta ecuación para obtener
{\displaystyle t(tx-2at)+x=0,\ x(t^{2}+1)=2at^{2},\ x={\frac {2at^{2}}{t^{2}+1}}}
{\displaystyle y=tx={\frac {2at^{3}}{t^{2}+1}}}
que son las ecuaciones paramétricas dadas arriba.
Si bien esta construcción produce arbitrariamente todos los puntos que se desee de la cisoide, no permite trazar ningún segmento continuo de la curva.

### Construcción de Newton

Construcción de Newton

La siguiente construcción fue dada por Isaac Newton. Sea J una línea recta y B un punto que no esté en J. Sea BST un ángulo recto que se mueva de modo que ST sea igual a la distancia de B a J y T permanezca en J, mientras que el otro segmento BS se desliza en B. El punto medio P de ST describe la curva.
Para ver esto, sea la distancia entre B y J igual a 2a. Por traslación y rotación, se hace que B=(−a, 0) y J pasa a ser la línea recta x=a. Sea ahora P=(x, y) y sea ψ el ángulo entre SB y el eje x; esto es igual al ángulo entre ST y J. Por construcción, PT = a, por lo que la distancia de P a J es a sen ψ. En otras palabras, a-x = a sen ψ. Además, SP = a es la coordenada y de (x, y) si se gira en un ángulo ψ, por lo que a = (x + a) sen ψ + y cos ψ. Después de la simplificación, se generan las ecuaciones paramétricas
{\displaystyle x=a(1-\operatorname {sen} \psi ),\,y=a{\frac {(1-\operatorname {sen} \psi )^{2}}{\cos \psi }}.}
Cambiando los parámetros, reemplazando ψ por su complemento, se obtiene
{\displaystyle x=a(1-\cos \psi ),\,y=a{\frac {(1-\cos \psi )^{2}}{\operatorname {sen} \psi }}}
o, aplicando las fórmulas del ángulo doble,
{\displaystyle x=2a\operatorname {sen} ^{2}{\psi  \over 2},\,y=a{\frac {4\operatorname {sen} ^{4}{\psi  \over 2}}{2\operatorname {sen} {\psi  \over 2}\cos {\psi  \over 2}}}=2a{\frac {\operatorname {sen} ^{3}{\psi  \over 2}}{\cos {\psi  \over 2}}}.}
Pero esta es la ecuación polar
{\displaystyle r=2a\operatorname {sen} ^{2}\theta /\cos \theta }
dado arriba con θ = Ψ/2.
Téngase en cuenta que, al igual que con la construcción de doble proyección, este procedimiento se puede adaptar para producir un dispositivo mecánico que genera la curva.

## Problema de Delos

El clásico problema de la duplicación del cubo

El geómetra griego Diocles usó la cisoide para obtener dos promedios proporcionales a una razón dada. Esto significa que dadas las longitudes a y b, la curva se puede usar para encontrar u y v, de modo que: a sea a u, como u es a v; y como v es a b, es decir
a/u=u/v=v/b, como descubrió Hipócrates de Quíos. Como caso especial, esto puede usarse para resolver el problema deliano:
¿Cuánto debe aumentarse la longitud de un cubo para duplicar su volumen?
Específicamente, si a es el lado de un cubo, y b=2a, entonces el volumen de un cubo de lado u es
{\displaystyle u^{3}=a^{3}({\tfrac {u}{a}})^{3}=a^{3}({\tfrac {u}{a}})({\tfrac {v}{u}})({\tfrac {b}{v}})=a^{3}({\tfrac {b}{a}})=2a^{3}}
entonces u es el lado de un cubo con el doble de volumen que el cubo original. Sin embargo, se debe tener en cuenta que esta solución no se encuentra dentro de las construibles mediante regla y compás exclusivamente, ya que se basa en la existencia de la cisoide.
Sean a y b dos longitudes dadas. Entonces, es necesario encontrar u para que (u3=a2b), dando u y (v=u2/a) como medias proporcionales. Sea la cisoide
{\displaystyle (x^{2}+y^{2})x=2ay^{2}}
construida como se ha indicado, con el origen O,  el punto A de coordenadas (2a, 0), y J la línea de ecuación (x=a), también como se indica arriba. Sea C el punto de intersección de J con OA. A partir de la longitud dada b, se marca B en J de modo que (CB=b). Dibujar BA de forma que P=(x, y) sea el punto donde se cruza con la cisoide. Dibujar OP, que se cruza con J en U. Entonces u=CU es la longitud requerida.

Construcción para determinar gráficamente mediante la cisoide de Diocles el valor:
Cuando, permite resolver el problema de Delos

Para ver esto, se reescribe la ecuación de la curva como
{\displaystyle y^{2}={\frac {x^{3}}{2a-x}}}
y siendo N=(x, 0), entonces PN es la perpendicular a OA que pasa a través de P.
De la ecuación de la curva,
{\displaystyle PN^{2}={\frac {ON^{3}}{NA}}.}
y de la igualdad siguiente
{\displaystyle {\frac {PN^{3}}{ON^{3}}}={\frac {PN}{NA}}.}
por triángulos semejantes PN/ON=UC/OC y PN/NA=BC/CA. Entonces la ecuación se convierte en
{\displaystyle {\frac {UC^{3}}{OC^{3}}}={\frac {BC}{CA}},}
así que
{\displaystyle {\frac {u^{3}}{a^{3}}}={\frac {b}{a}},\,u^{3}=a^{2}b}
tal como se quería comprobar.
Diocles no resolvió realmente el problema de Delos. La razón es que la cisoide de Diocles no se puede construir perfectamente, al menos no con compás y regla. Para dibujar la cisoide de Diocles, se construiría un número finito de sus puntos individuales, y luego se conectarían todos estos puntos para formar una curva. El problema es que no existe una forma bien definida de conectar los puntos. Si están conectados por segmentos rectilíneos, entonces la construcción estará bien definida, pero no será una cisoide de Diocles exacta, sino solo una aproximación. Asimismo, si los puntos están conectados con arcos circulares, la construcción estará bien definida, pero también será inexacta. O simplemente se podría dibujar una curva directamente, tratando de observar la forma de la curva, pero el resultado solo sería una conjetura imprecisa.
Una vez que se ha dibujado el conjunto finito de puntos en la cisoide, entonces la línea PC probablemente no intersecará uno de estos puntos exactamente, sino que pasará entre ellos, cruzando la cisoide de Diocles en algún punto cuya ubicación exacta no ha sido construida, porque solo ha sido aproximada. Una alternativa es seguir agregando puntos construidos a la cisoide que se acercan cada vez más a la intersección con la línea PC, pero el número de pasos puede ser infinito, y los griegos no reconocían las aproximaciones como límites de pasos infinitos (muestra de ello es el desconcierto generado por las paradojas de Zenón).
También se podría construir una cisoide de Diocles por medio de una herramienta mecánica especialmente diseñada para ese propósito, pero esto viola la regla de usar solo regla y compás. Esta regla se estableció por razones de lógica axiomática y consistencia. Permitir la construcción con nuevas herramientas sería como agregar nuevos axiomas, pero se supone que los axiomas son simples y evidentes, pero tales herramientas no lo son. Entonces, según las reglas de la geometría sintética clásica, Diocles no resolvió el problema de Delos, que en realidad no puede resolverse por tales medios.
Por otro lado, si se acepta que las cisoides de Diocles existen, entonces debe existir al menos un ejemplo de tal cisoide. Esta cisoide podría luego trasladarse, rotarse y expandirse o contraerse en tamaño proporcionalmente (sin cambiar su forma) a voluntad para encajar en cualquier posición. Entonces fácilmente se admitiría que tal cisoide puede usarse para resolver correctamente el problema de Deliano.

## Como una curva podal
La podaria de una parábola con respecto a su vértice es una cisoide de Diocles. Las propiedades geométricas de las curvas podales en general producen varios métodos alternativos para construir la cisoide. Son las envolventes de círculos cuyos centros se encuentran en una parábola y que pasan por el vértice de la parábola. Además, si dos parábolas congruentes se establecen vértice a vértice y se hace rodar una sobre la otra; el vértice de la parábola rodante trazará la cisoide.

Un par de parábolas se enfrentan simétricamente: una arriba y otra abajo. Luego, la parábola superior se rueda sin deslizarse a lo largo de la inferior, y sus posiciones sucesivas se muestran en la animación. Luego, el camino trazado por el vértice de la parábola superior a medida que rueda es una ruleta que se muestra en rojo, que es la cisoide de Diocles

## Inversión
La cisoide de Diocles también se puede definir como la curva inversa de una parábola con el centro de inversión en el vértice. Para ver esto, tómese la parábola como x=y2, en coordenadas polares con la forma {\displaystyle r\cos \theta =(r\operatorname {sen} \theta )^{2}} o:
{\displaystyle r={\frac {\cos \theta }{\operatorname {sen} ^{2}\!\theta }}\,.}
La curva inversa posee la ecuación:
{\displaystyle r={\frac {\operatorname {sen} ^{2}\!\theta }{\cos \theta }}=\operatorname {sen} \theta \tan \theta ,}
que concuerda con la ecuación polar de la cisoide anterior.